# ヘンリー・エリス (第2代クリフデン子爵)
第2代クリフデン子爵ヘンリー・ウェルボア・エリス（英語: Henry Welbore Ellis, 2nd Viscount Clifden FSA、出生名ヘンリー・ウェルボア・エイガー（Henry Welbore Agar）、1761年1月22日 – 1836年7月13日）は、イギリスの貴族、政治家。アイルランド庶民院議員（在任：1783年 – 1789年）、グレートブリテン庶民院議員（のち連合王国庶民院議員、在任：1793年 – 1802年）を務めた。アイルランドの庶民院と貴族院、イングランド（連合王国）の庶民院と貴族院という、4つの議会で議員に就任した記録を持つ。アイルランド庶民院ではホイッグ党よりだったが、グレートブリテン庶民院では小ピットを支持、グレートブリテン貴族院では小ピットの死後に再度ホイッグ党に転じた。

## 生涯
初代クリフデン子爵ジェームズ・エイガーと妻ルシア（Lucia、旧姓マーティン（Martin）、1732年ごろ – 1802年7月26日、ジョン・マーティンの娘）の長男として、1761年1月22日に生まれた。1770年から1778年までウェストミンスター・スクールで教育を受けた後、1778年6月17日にオックスフォード大学クライスト・チャーチに入学、1782年にB.A.の学位を修得した。
1783年、ゴーラン選挙区とキルケニー・カウンティ選挙区でアイルランド庶民院議員に当選、後者の代表として議員を務めた。アイルランド庶民院では野党ホイッグ党に同調した。1789年1月1日に父が死去すると、クリフデン子爵位を継承、同年2月13日にアイルランド貴族院議員に就任した。また、1785年よりアイルランド枢密院秘書官（Clerk of the Privy Council of Ireland）を務め、1817年に廃止されるまで務めた。
1793年5月、ヘイツベリー選挙区の補欠選挙に出馬してグレートブリテン庶民院議員に当選、1796年イギリス総選挙でも再選したが、クリフデン子爵にイングランドの選挙区への影響力はなく、妻の父にあたる第4代マールバラ公爵ジョージ・スペンサーの影響力による当選だった。アイルランド庶民院での行動と異なり、グレートブリテン庶民院では与党の小ピットを支持した。グレートブリテン庶民院における演説は記録上1794年1月に対仏戦争を支持した1度きりだった。
1797年2月にアイルランドに戻ってキルケニー県の治安維持に尽力、フランスによる侵攻があった場合は庶民院議員を辞任する用意もあったという。その後、1798年1月に小ピットの査定課税（assessed taxes）法案に賛成票を投じ、1798年アイルランド反乱で鎮圧に関わった。
1802年2月2日に父方の祖母の弟にあたる初代メンディップ男爵ウェルボア・エリスが死去すると、メンディップ男爵位の特別残余権（special remainder）により爵位を継承した。この爵位継承を受けて、1804年2月4日に国王の認可状を得て姓をエリス（Ellis）に改めた。メンディップ男爵位の継承以降連合王国貴族院議員になり、1806年の小ピット死去から1か月を満たないうちに小ピットが過大評価されていると断じてホイッグ党に戻り、1820年にジョージ4世妃キャロライン・オブ・ブランズウィックへの痛みと罰法案に反対票を投じ、第1回選挙法改正の第2次法案（1831年10月）に賛成票を投じた。また、アイルランドにおけるカトリック解放を支持した。
1803年12月8日、ロンドン考古協会フェローに選出された。
1836年7月13日にメイフェアのハノーヴァー・スクエアで死去、息子ジョージ・ジェームズ・ウェルボアに先立たれたため孫ヘンリーが爵位を継承した。

## 家族
1792年3月10日、キャロライン・スペンサー（1763年10月27日 – 1813年11月23日、第4代マールバラ公爵ジョージ・スペンサーの娘）と結婚、1男1女をもうけた。
- キャロライン・アン（Caroline Ann、1794年10月23日 – 1814年5月12日[8]）
- ジョージ・ジェームズ・ウェルボア（英語版）（1797年1月14日 – 1833年7月10日） - 初代ドーヴァー男爵[8]